# Miyoshi Umeki
Miyoshi Umeki (jap. ミヨシ・ウメキ; Umeki Miyoshi, 8. svibnja 1929. – 28. kolovoza 2007.), japansko-američka filmska i televizijska glumica i pjevačica, dobitnica Oscara za najbolju sporednu glumicu (1957. godine).

## Životopis
Umeki je rođena 1929. godine u gradu Otaru, na japanskom otoku Hokkaido, kao najmlađe od devetoro djece vlasnika čeličane. Nakon 2. svjetskog rata započela je pjevati u noćnim klubovima, pod imenom Nancy Umeki.
Nakon što je snimila nekoliko ploča za izdavača "RCA Victor Japan" i pojavila se u filmu Seishun Jazu Musume, Umeki je preselila u SAD. Nastupala je jednu sezonu na radiju, u emisiji novih talenata, što joj je donijelo ugovor s kućom "Mercury Records" te je izdala nekoliko singlova i dva albuma. Svojim radijskim nastupima privukla je redatelja Joshuu Logana, koji je trebao japansku glumicu za svoj novi film, Sayonara. 
Umeki je sjajno odglumila tragični lik Katsumi Kelly, žene američkog pilota, koja sa svojim suprugom počini samoubojstvo. To joj je donijelo priznanje kritike, te Oscara za najbolju sporednu glumicu. Bilo je to prvi put da je neki glumac iz Azije dobio nagradu. Za isti film je Marlon Brando dobio nominaciju za glavnu mušku ulogu.
Ispostavilo se da Umeki nije previše profitirala nagradom. Uloge u Hollywoodu za Azijate su bile i dalje rijetke, pa se okrenula kazalištu. Za mjuzikl "Flower Drum Song" iz 1958. je bila nominirana za nagradu Tony, a za filmsku verziju, snimljenu tri godine kasnije, nominirana je za Zlatni globus. 
Umeki je u SAD-u ostala zapamćena po ulozi u popularnoj TV seriji "The Courtship of Eddie's Father". Glumila je kućnu pomoćnicu, gospođu Livingston, a za tu je ulogu ponovo bila nominirana za Zlatni globus. Godine 1972., s prestankom emitiranja serije, Umeki se odlučila povući i posvetiti obiteljskom životu. Nakon smrti supruga 1976. godine, jedno je vrijeme živjela na Havajima, a posljednje godine života proživjela je sa sinom u Missouriju. Umrla je od raka, 28. kolovoza 2007.

## Vanjske poveznice
- Miyoshi Umeki u internetskoj bazi filmova IMDb-u (engl.)